# Charlie Carver
Charles "Charlie" Carver, född 31 juli 1988, är en amerikansk skådespelare. Han är mest känd för sin roll som Porter Scavo i TV-serien Desperate Housewives. Hans tvillingbror är Max Carver. Charlie och hans enäggstvillingbror Max har olika födelsedagar, Charlie föddes den 31 juli och Max föddes sju minuter senare den 1 augusti. I serien Teen wolf spelar han varulven Ethan som är Homosexuell.

## Filmografi
| År        | Titel                | Roll            | Noteringar |
| --------- | -------------------- | --------------- | ---------- |
| 2008–2012 | Desperate Housewives | Porter Scavo    | 62 avsnitt |
| 2012      | Fred 3: Camp Fred    | Hugh Thompson   |            |
| 2013–2014 | Teen Wolf            | Ethan           | 19 avsnitt |
| 2013      | Restless Virgins     | Dylan           | TV-film    |
| 2013      | Underdogs            | John Handon III |            |
| 2014      | Bad Asses            | Eric            |            |
| 2014      | The Leftovers        | Scott Frost     |            |
| 2022      | The Batman           | Dörrvakt        |            |